# Jimmy Murphy
James Patrick Murphy (8 tháng 8 năm 1910 - 14 tháng 11 năm 1989) là một cầu thủ bóng đá người xứ Wales đã có hơn 200 lần ra sân cho West Bromwich Albion và từng 15 lần làm đội trưởng cho đội tuyển quốc gia Wales, mà sau đó ông quản lý. Murphy nổi tiếng nhất vì là một nhân vật có ảnh hưởng tại Manchester United từ năm 1946 cho đến những năm 1970, với tư cách là trợ lý giám đốc, huấn luyện viên đội một, quản lý đội dự bị và một tuyển trạch viên toàn thời gian, mặc dù ông không thích ánh đèn sân khấu và thích làm việc lặng lẽ trong hậu trường. Sau thảm họa hàng không ở Munich vào ngày 6 tháng 2 năm 1958, Murphy tạm thời lên nắm quyền huấn luyện viên của Manchester United cho đến khi kết thúc mùa giải 1957 1958, giúp câu lạc bộ vượt qua cuộc khủng hoảng lớn nhất. Murphy đã không ở trên máy bay Munich, vì ông đã thay đổi chuyến đi để huấn luyện đội tuyển xứ Wales trong trận gặp Israel ở Cardiff vào cùng đêm với trận đấu của Manchester United với Red Star Belgrade ở Nam Tư. Chiến thắng của đội tuyển xứ Wales đêm đó đảm bảo họ đủ điều kiện tham dự FIFA World Cup 1958 tại Thụy Điển.